# Паметник на Пеньо Пенев
Паметникът на Пеньо Пенев е паметник в село Добромирка, област Габрово.
Паметникът е създаден през 1965 г. Състои се от бронзов бюст поставен върху гранитен постамент. Върху постамента е изписано: „Пеньо Пенев 1930 – 1959“. Намира се в градинка пред къщата музей „Пеньо Пенев“.